# Eugen Linz
Eugen Linz (geboren als Jenő Pál Lincz 6. November 1889 in Budapest, Österreich-Ungarn; gestorben 15. Februar 1954 in Gauting) war ein ungarisch-deutscher Dramatiker.

## Leben
Eugen Linz war ein Sohn des Rechtsanwalts und Großgrundbesitzers József Lincz und der Anna Hasslinger, die eine  ausgebildete Sängerin war, seine jüngere Schwester Marta Linz (1898–1982) wurde in Deutschland Konzertgeigerin. Er besuchte das Gymnasium und studierte in Budapest Musik. Ab 1910 reiste er als konzertierender Pianist durch Europa, 1914 zog er in die Schweiz. Er heiratete Margit Engel, sie hatten eine Tochter. Nach der Scheidung war er ab 1926 in zweiter Ehe mit der Theaterschauspielerin Antonia Dietrich (1900–1975) verheiratet, sie wohnten in Dresden. Er war nun als Theaterautor tätig und verfasste eine Vielzahl an Stücken. Nach der Machtergreifung wurde er Mitglied der Reichsschrifttumskammer und konnte einige Stücke auf die Bühne bringen. Die Stücke Torso und Alkibiades fielen allerdings der Zensur zum Opfer, die näheren Umstände sind unklar.
Nach Kriegsende wurde Linz Professor für Musik in Dresden, er übersiedelte aber 1947 aus der Sowjetischen Zone  nach Laubach in Hessen. Linz lebte später in Gauting bei München. Er war dann noch mit Elisabeth Weddigen (1927–2001) verheiratet.

## Werke (Auswahl)
- Thomas Becket : Ein Drama. Leipzig : Haessel, 1934. Uraufführung 1935 Schauspielhaus Dresden
- Torso : Ein Spiel um Liebe. Leipzig : Haessel, 1935. Uraufführung 1943 Schauspielhaus Dresden. Das Stück wurde nach der Uraufführung für alle anderen Bühnen verboten.
- Fauna : Eine Komödie. Leipzig : Haessel, 1935
- Der heilige Esel : Eine Komödie. Leipzig : Haessel, 1935
- Alkibiades : Eine Tragödie. Leipzig : Haessel, 1935. Von der Zensur verboten
- Krösus : Ein Drama. 1937
- Gleich zu gleich oder Die Schildkröte : Eine Komödie. 1937
- Beatrix : Ein Mysterium für die Bühne. Leipzig : Haessel, 1937
- Maria von Schottland. Berlin : S. Fischer, 1939. Uraufführung 1939 am Preußischen Staatstheater Kassel mit Dietrich als Maria[3]
- Das Schiedsgericht : Eine Komödie nach Manandros. Berlin : S. Fischer, 1940. Uraufführung 1940 am Schillertheater Berlin
- Richard der Ungekrönte : Eine Tragödie. Uraufführung 1942 am Stadttheater Freiberg
- Corona : Ein Lustspiel. 1941. Uraufgeführt 1943 am Nationaltheater Mannheim
- Adrian und Florian : Eine Komödie. 1941
- Der verlorene Sohn: Ein Drama. 1942
- Die letzte Rolle. 1947. Laubacher Kulturtage
- Der Doppelgänger: Tragikomödie in 8 Bildern. Düsseldorf-Oberkassel : Renaissance-Verlag, 1948.   Uraufführung 1948 am Nationaltheater Mannheim
- Dein Bruder Judas: Ein Drama in 4 Akten. Düsseldorf-Oberkassel : Renaissance-Verlag, 1948. Uraufführung 1948 am Schauspielhaus Marburg
- Das Märchen vom Ende. 1949. Uraufführung 1951 in Kassel

## Hörspiele
- 1950: Das Spiel von der Geige (Vorlage: Das Lebensschiff (Schauspiel)) – Regie: Gert Westphal (Hörspielbearbeitung – RB)